# هوارد بالارد
هوارد بالارد (بالإنجليزية: Howard Ballard)‏ هو لاعب كرة قدم أمريكية أمريكي، ولد في 3 نوفمبر 1963 في آشلاند في الولايات المتحدة.

## وصلات خارجية
- هوارد بالارد على موقع مرجع كرة القدم المحترفة.كوم (الإنجليزية)